# Dairy Campus
De Dairy Campus (uitspr.: ['dɛ:ɹi 'kæmpəs]; Engels voor "zuivel-campus") is een proefbedrijf en centrum voor wetenschappelijk onderzoek en praktijkonderwijs op het gebied van de melkveehouderij (van koeien) in de Friese hoofdstad Leeuwarden, locatie Buitengebied De Zwette in de wijk Nijlân & De Zwette. Tot oprichting daarvan werd besloten in 2011, waarna het centrum in 2016 werd geopend. De Dairy Campus komt voort uit de Proefboerderij Bosma Zathe, die in 1944 yn Ureterp ontstond, en het gebouwencomplex van het centrum droeg daarom voorheen de naam Nij Bosma Zathe (nij is Fries voor "nieuw"). De Dairy Campus maakt deel uit van Wageningen University & Research (WUR). Alle activiteiten in het centrum zijn gericht op de ontwikkeling van duurzame zuivelproductie en -verwerking.

## Geschiedenis

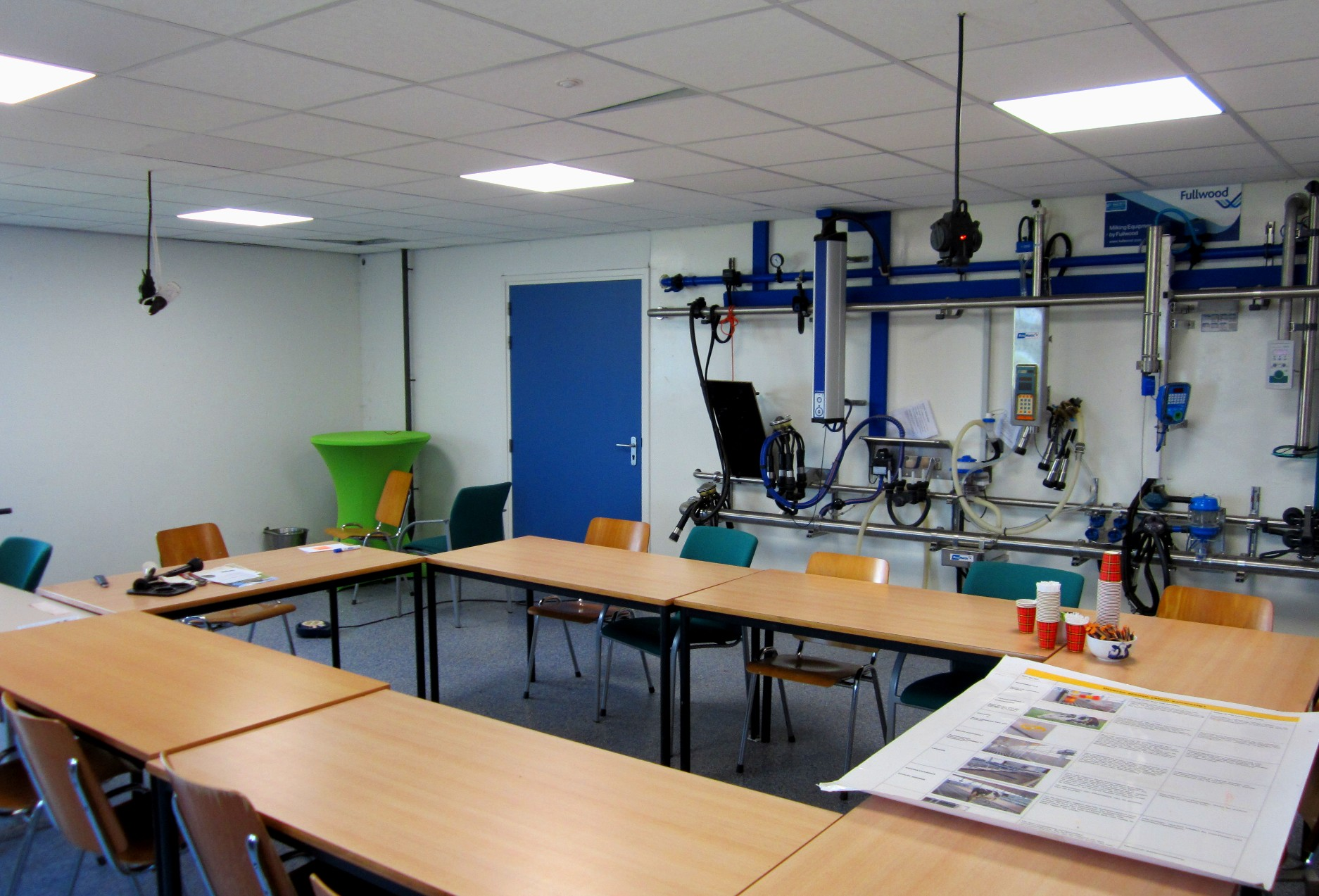
Een ruimte voor praktijkonderwijs op de Dairy Campus.

In mei 1944 pachtte het Centraal Instituut voor Landbouwkundig Onderzoek (CILO), uit Wageningen, de veehouderij Bosma Zathe in het Friese Ureterp om daar landbouwkundig onderzoek te verrichten. In 1956 kwam de proefboerderij in handen van de Friese Christelijke Boeren en Tuinders Bond (CBTB), waar het zestien jaar lang bij bleef horen. In 1972 volgde een reorganisatie, waarbij Proefboerderij Bosma Zathe werd omgevormd tot een regionaal onderzoekscentrum (ROC). In die hoedanigheid was Bosma Zathe vanaf 1974 een samenwerkingsverband van de CBTB, de Friese Maatschappij van Landbouw en de standsorganisaties van de provincie Groningen. In 1995 kwam de proefboerderij door een fusie te behoren tot een landelijke Stichting Praktijkonderzoek Rundvee, Schapen en Paarden. De onderzoeken die er vanaf die tijd plaatsvonden, werden vanuit Lelystad gecoördineerd.

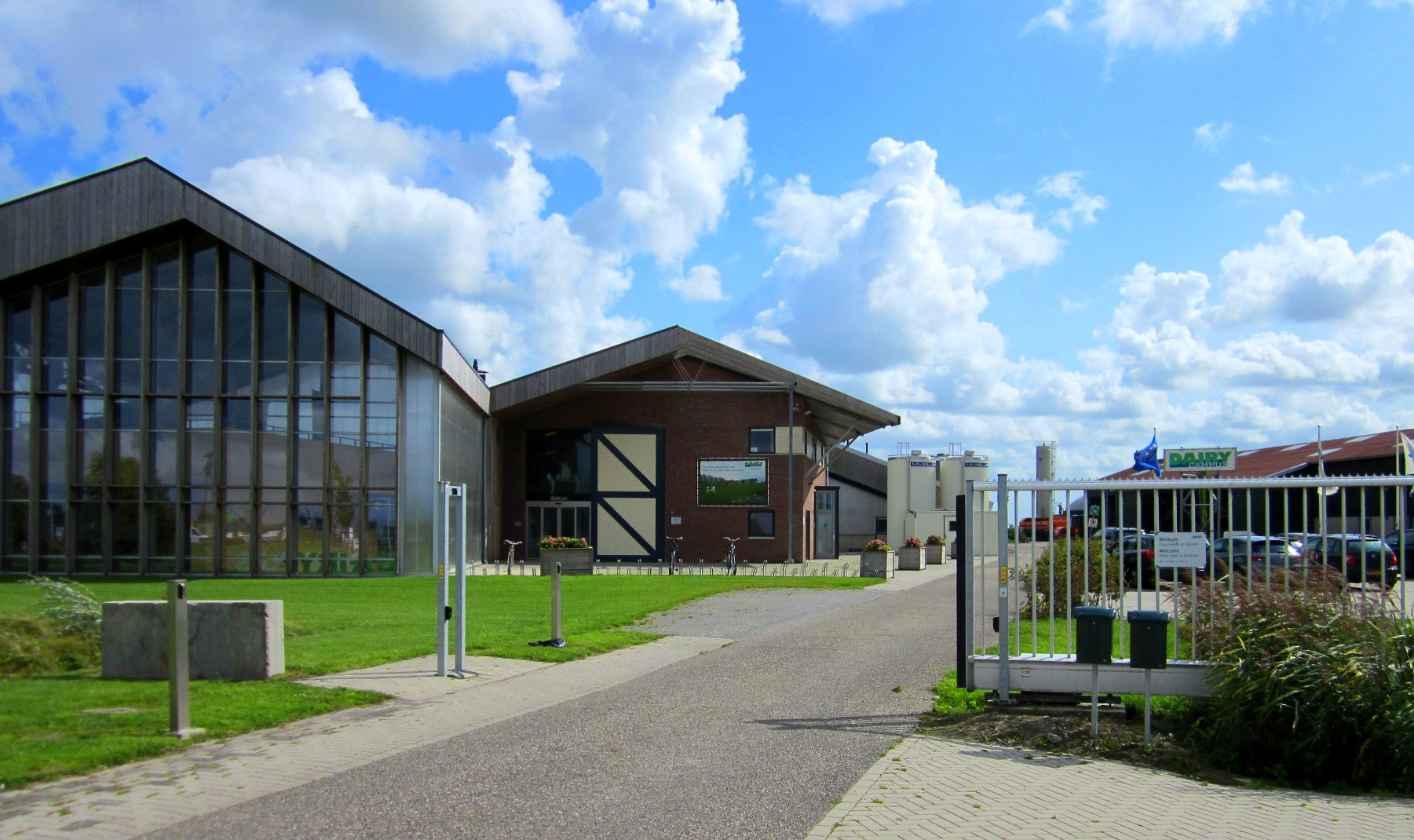
De Dairy Campus in Leeuwarden.

In 2000 verhuisde het proefbedrijf Bosma Zathe van Ureterp naar Leeuwarden, waar het op een nieuwe locatie in de Boksumerpolder de naam 'Nij Bosma Zathe' aannam (nij is Fries voor "nieuw"). Het gebouwencomplex aldaar was in 1999 nieuw gebouwd. Nij Bosma Zathe werd op 6 december 2000 door de Friese commissaris van de koningin Ed Nijpels officieel geopend. De verhuizingsoperatie kostte meer dan ƒ17 miljoen. Nij Bosma Zatha viel nadien, samen met de andere vijf regionale onderzoekscentra op het gebied van de melkveehouderij (Cranendonck, De Vlierd, Zegveld, Aver Heino en de Waiboerhoeve), onder Wageningen University & Research (WUR). Nij Bosma Zathe kreeg daarbij de functie van praktijkcentrum voor het melkveehouderijgebied Noord-Nederland. In 2001 ging het proefbedrijf behoren tot het Praktijkonderzoek Veehouderij, een zelfstandig opererend onderdeel binnen WUR. In die tijd bestond Nij Bosma Zathe uit twee bedrijfswoningen, een schuur, een ligboxenstal met ruimte voor 184 koeien, een jongveestal met een afkalfstal en een werktuigenberging.
Door de afschaffing van het Landbouwschap, dat de boeren eerder een collectieve heffing had opgelegd waaruit praktijkonderzoek werd betaald, moest er op de proefbedrijven worden bezuinigd. In 2008-2009 werd door alle betrokken partijen afgesproken dat de verschillende proefboerderijen voor de melkveehouderij op één locatie moesten worden samengebracht, om door centralisering de communicatie te vereenvoudigen en het niveau van het werk dat er werd verricht, te maximaliseren. De bedoeling was dat er één nationaal kenniscentrum zou komen voor innovatie, wetenschappelijk onderzoek, educatie en praktijk op het gebied van de melkveehouderij en de zuivelproductie en -verwerking, wat de 'Dairy Campus' moest gaan heten. Er was meteen al sprake van dat dit nieuwe gecentraliseerde proefbedrijf in Leeuwarden zou komen, maar daar kwam de ondernemingsraad van de Animal Science Group van Wageningen University tegen in verzet. Die was namelijk van mening dat de concentratie van de proefbedrijven voor de melkveehouderij op de Waiboerhoeve by Lelystad, de grootste proefboerderij van Nederland, vanwege de centralere ligging veel meer voor de hand lag.

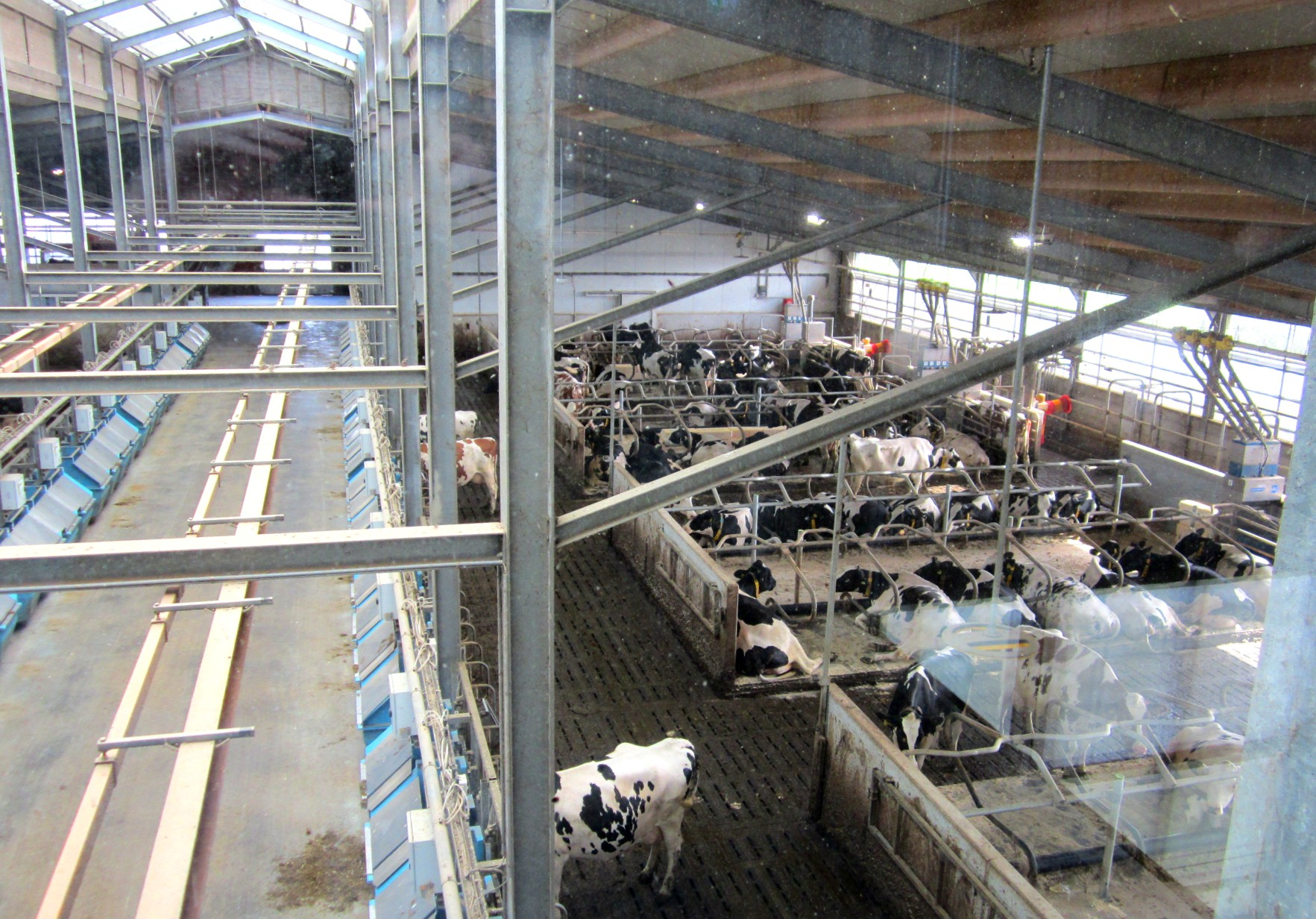
Een ligboxenstal waar onderzoek wordt gedaan naar veevoeder en efficiënt voeren. In de blauwige bakken zit voer; de koeien dragen allemaal een halsband met een chip die ze toegang geeft tot maar één enkele bak. Zo kan de invloed van het voer op de melkproductie worden gemeten.

Uiteindelijk werd in 2011 besloten dat de Dairy Campus zou komen op de locatie van het proefbedrijf Nij Bosma Zathe. Als reden
daarvoor werd gegeven dat Friesland een zuivelprovincie bij uitstek is, waar vele organisaties op het gebied van de landbouw zijn gevestigd. Achter de schermen was het evenwel zo dat de Provincie Friesland en de Gemeente Leeuwarden hard gelobbyd hadden om de Dairy Campus in Leeuwarden te krijgen, o.m. door €20 miljoen subsidie in het vooruitzicht te stellen, een derde deel voor de infrastructuur en de rest voor het onderwijsprogramma en het wetenschappelijk onderzoek. Van die €20 miljoen kwam €2,5 miljoen van de provincie, nog eens €2,5 miljoen van de gemeente en de overige €15 miljoen uit het Friese aandeel in het Samenwerkingsverband Noord-Nederland (SNN). Aan het einde van de zomer van 2014 zou de uitbreiding van Nij Bosma Zathe beginnen met de bouw van een viertal nieuwe ligboxenstallen en een nieuw ontvangstgebouw. De plannen liepen echter vertraging op door bezuinigingen. Ten slotte duurde het tot februari 2015 voordat de bouw van start kon gaan. Die zou in totaal €9 miljoen kosten. Het was de bedoeling dat Nij Bosma Zathe vanaf 2015 het enige Nederlandse proefbedrijf voor melkveehouderij zou zijn, maar uiteindelijk was de Dairy Campus tot begin 2016 nog op twee locaties gevestigd: Nij Bosma Zathe en de Waiboerhoeve, by Lelystad. Nadat de nieuwbouw van Nij Bosma Zathe was gerealiseerd, werden alle activiteiten naar Leeuwarden overgebracht. De Dairy Campus werd op 26 mei 2016 officieel geopend door staatssecretaris Martijn van Dam van Economische Zaken. In augustus 2018 bracht premier Mark Rutte een bezoek aan de Dairy Campus. Vanaf 2016 werd over een periode van tien jaar €40 miljoen in de Dairy Campus geïnvesteerd, waarvan ieder jaar bijna €1 miljoen beschikbaar kwam voor innovatieprojecten. De helft van dat geld bestond uit subsidie van de Provincie Friesland en de Gemeente Leeuwarden, terwijl de andere helft werd ingelegd door Wageningen University en partners in de private sector.

## Huidige situatie
Anno 2019 bestaat de Dairy Campus uit een ontvangst- en presentatieruimte, vergaderfaciliteiten, een gebouw met trainingsruimten, een 'mestplein', vijvers voor waterzuivering, een melkcarrousel en zes ligboxenstallen met ieder hun eigen functie, zoals de opfok van jongvee, mestbewerking, en onderzoek naar ammoniakophoping, naar levensduur, naar beweidingssystemen en naar veevoeder en efficiënt voeren. Het proefbedrijf heeft 18 vaste werknemers (waarvan mear dan de helft in de stallen en de rest op kantoor) en 550 melkkoeien (een paar honderd stuks jongvee niet meegerekend). Ook omvat het 300 ha aan weideland. Er worden meer dan dertig onderzoeks- en innovatieprojecten tegelijk uitgevoerd. Naast kennis- en onderzoekscentrum is de Dairy Campus ook nog een bedrijf, dat gewoon rendabel moet zijn. De helft van de omzet komt uit de levering van melk aan FrieslandCampina, terwijl de andere helft komt van sponsoring van wetenschappelijk onderzoek.[bron nodig] In december 2018 werd het biogas uit een biovergister die door Biogas B.V. op de Dairy Campus was geplaatst, door ingebruikname van een vernieuwde gasinstallatie geschikt gemaakt voor levering over het openbare gasnet.

## Activiteiten
De Dairy Campus is het (enig overgebleven) centrum voor wetenschappelijk onderzoek en praktijkonderwijs op het gebied van de melkveehouderij in Nederland. Daarbij wordt het proefbedrijf ingezet voor het vergaren van data die nadien kan worden aangewend voor het bedenken van nieuwe, innovatieve manieren voor het runnen van het boerenbedrijf en de verwerking van zuivel. Als onderdeel van Wageningen University concentreert de Dairy Campus zich op nauwe samenwerking tussen wetenschap, onderwijs en de agrarische sector. Studenten van zowel het MBO, het HBO als het universitair onderwijs kunnen op de Dairy Campus een stageopdracht of afstudeerproject uitvoeren of praktijkles volgen. Ook is het mogelijk om met ideeën van wetenschappers aan de slag te gaan door een verkennend onderzoek te verrichten. En bedrijven kunnen er, tegen betaling, onderzoek naar hun producten laten uitvoeren.

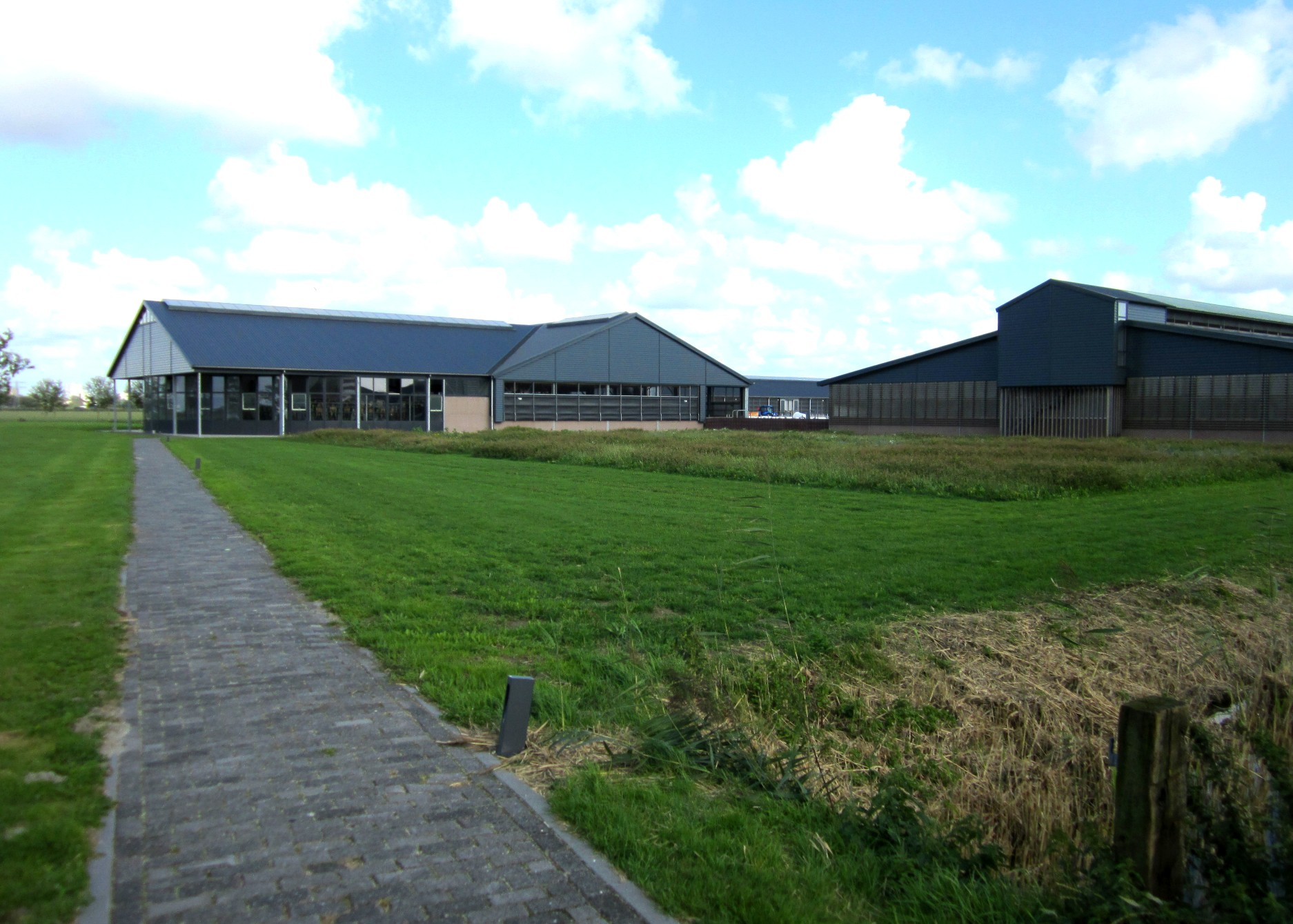
De ligboxenstallen met melkcarsousel, waard de meeste koeien worden gemolken.

Volgens de Dairy Campus zelf is het instituut met dat concept "uniek in de wereld", want nergens anders zou een instelling bestaan die wetenschappelijk onderzoek en praktijkeducatie onder één dak samenbrengt. Het proefbedrijf ziet zich als een "(inter)nationaal toonaangevend centrum waar onderzoek, innovatie, educatie, praktijktraining en kennisverspreiding in de hele zuivelketen wordt gebundeld." De bedoeling is om melkveehouderij naar een hoger plan te tillen op terreinen als economisch rendement, omgang met het milieu, dierenwelzijn en maatschappelijke acceptatie. De Dairy Campus heeft de ambitie om het belangrijkste innovatiecentrum van Nederland te worden en wil zich verder ontwikkelen tot "het Silicon Valley ván en vóór de hele zuivelsector." Alle activiteiten in het centrum zijn gericht op de ontwikkeling van duurzame zuivelproductie en -verwerking.

## Samenwerking
De Dairy Campus werkt samen met een groot aantal bedrijven, onderzoeksinstituten, onderwijsinstellingen, overheden en belangenorganisaties. Daaronder zijn vanzelfsprekend de andere onderdelen van Wageningen University, maar ook het Nordwin College, Hogeschool Van Hall Larenstein, de Rijksuniversiteit Groningen, campus Friesland, LTO Nederland, FrieslandCampina, de Gemeente Leeuwarden, de Provincie Friesland en verscheidene onderwijsinstellingen in het buitenland. In 2013 sloot praktijkschool PTC+ uit Oenkerk zich onder de naam Dairy Training Centre (DTC) bij de Dairy Campus aan, nadat een eerdere poging om tot samenwerking te komen begin 2011 was afgeketst. Tot zijn faillissement in december 2017 verzorgde het DTC op de Dairy Campus trainingen op het terrein van melkveehouderij en melkverwerking voor groepen uit binnen- en buitenland. Dit gebeurde in samenwerking met uitzendbureau AB Vakwerk en consultancybureau The Friesian. DTC - bekend als praktijkschool Oenkerk - maakte in 2018 een doorstart.

## Galerie

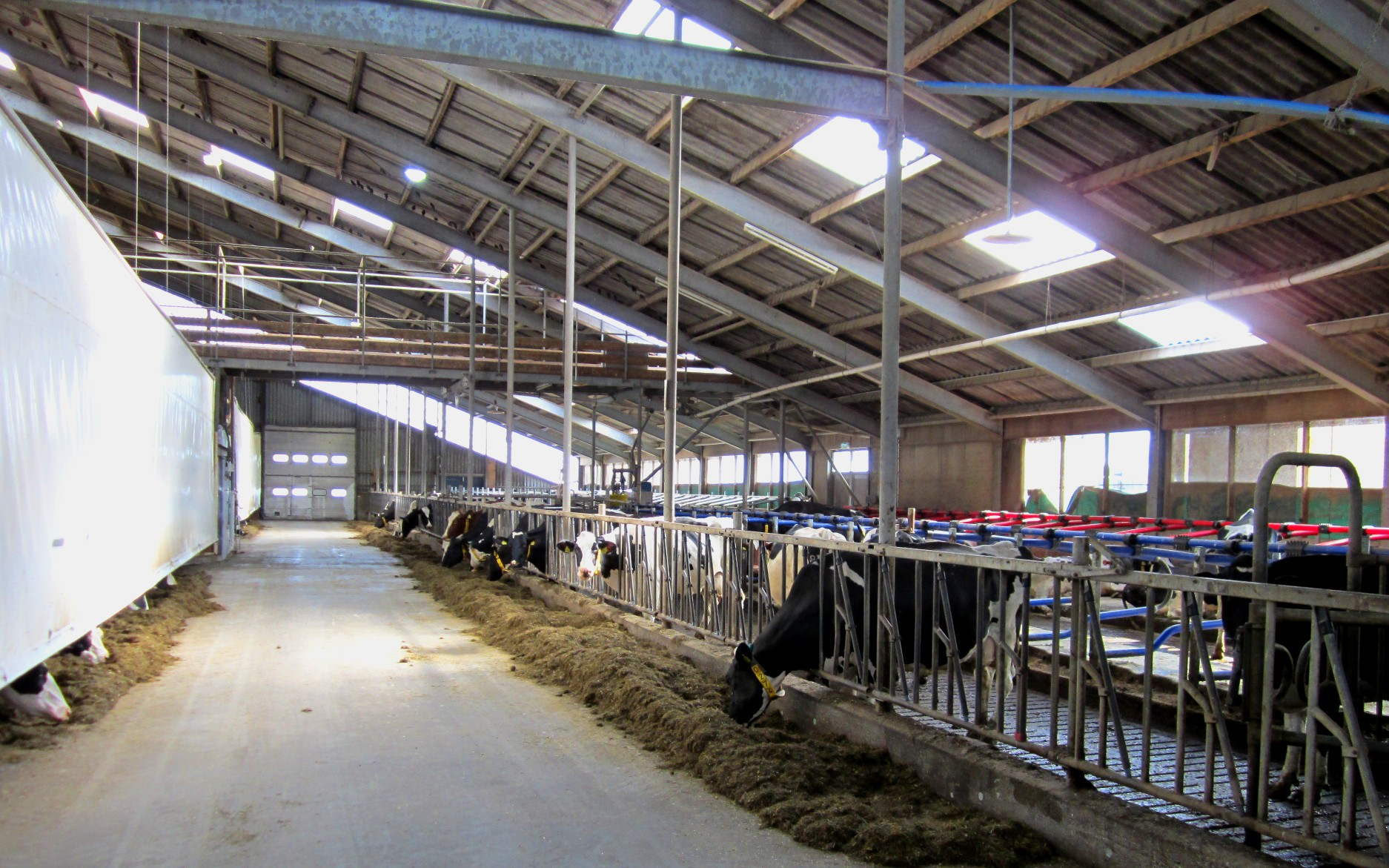
Een ligboxenstal waar wetenschappelijk onderzoek wordt gedaan naar ammoniakophoping.
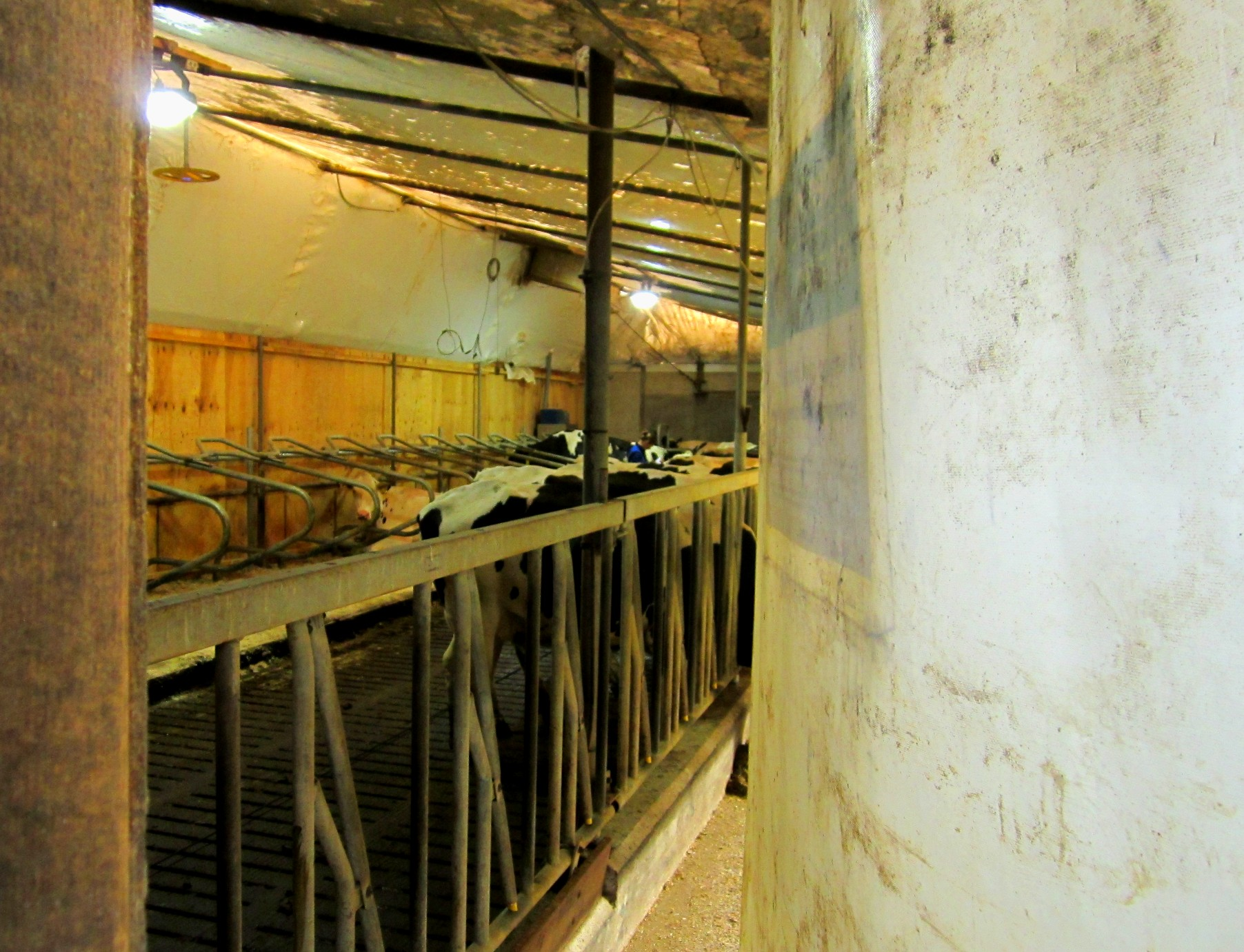
Een blik achter het canvas over een deel van de stal dat de ammoniak vasthoudt.
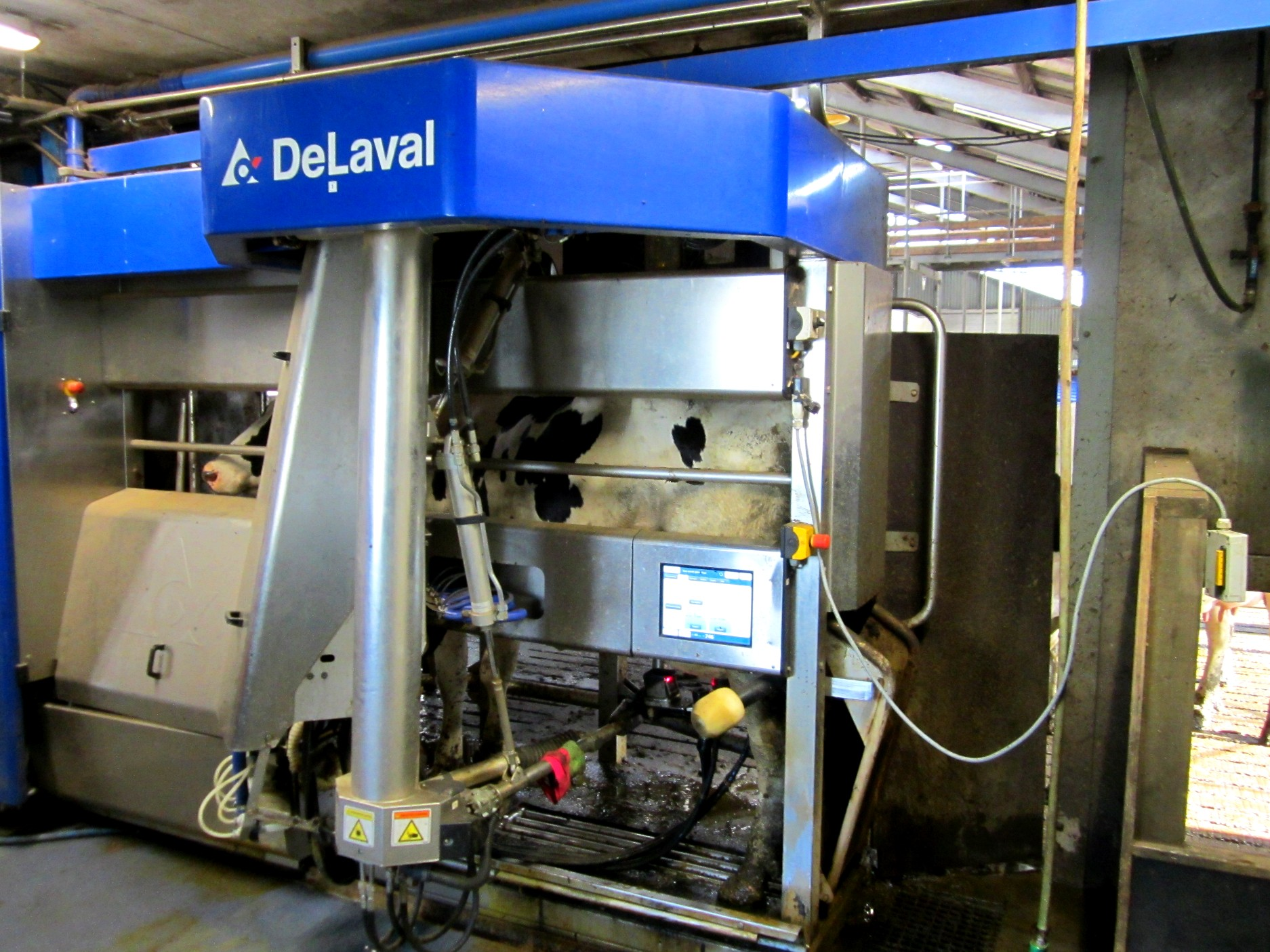
Een melkrobot die een koe aan het melken is.
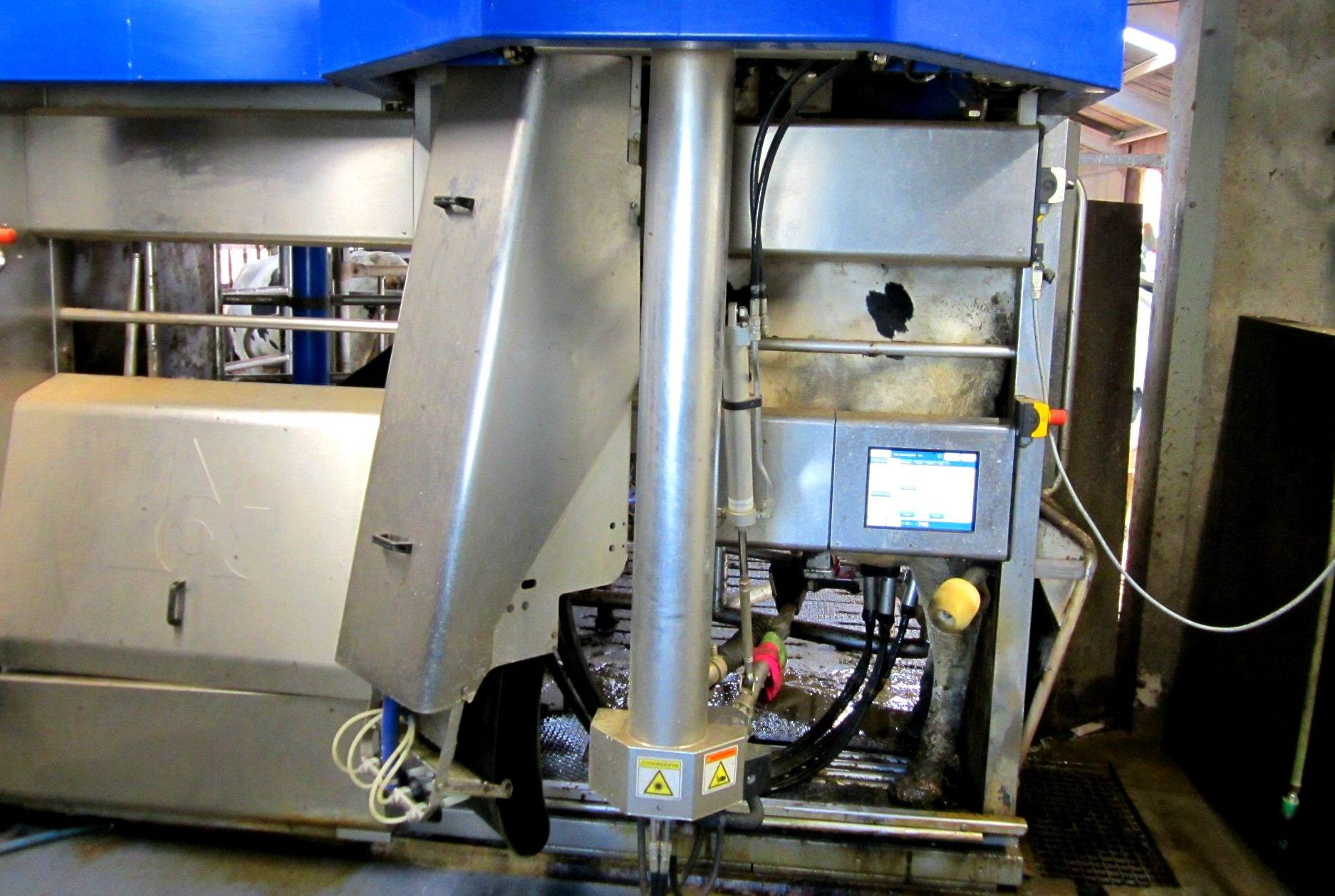
Een melkrobot die een koe aan het melken is.
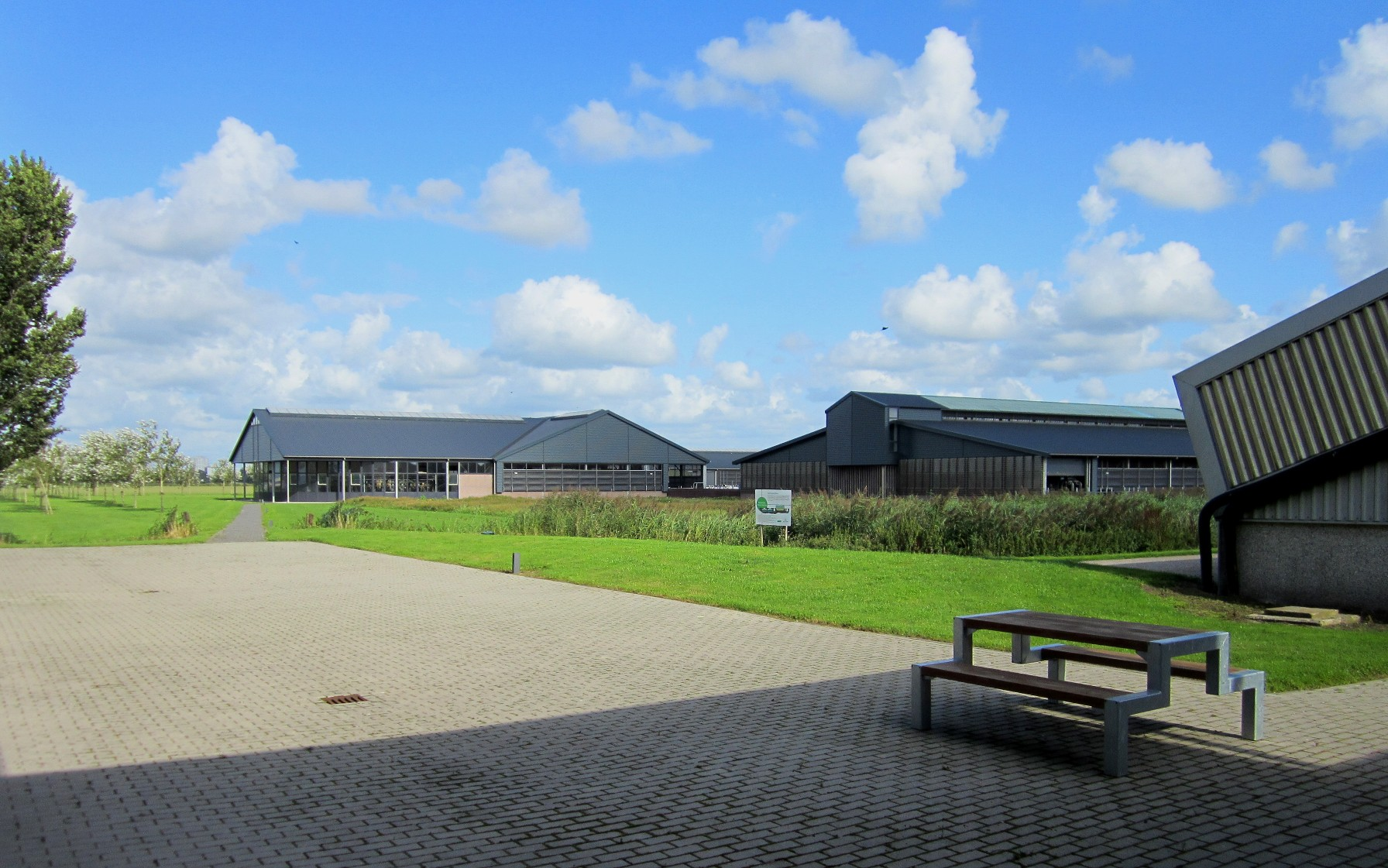
Uitzicht van de achterkant van de receptieruimte op de ligboxenstallen.
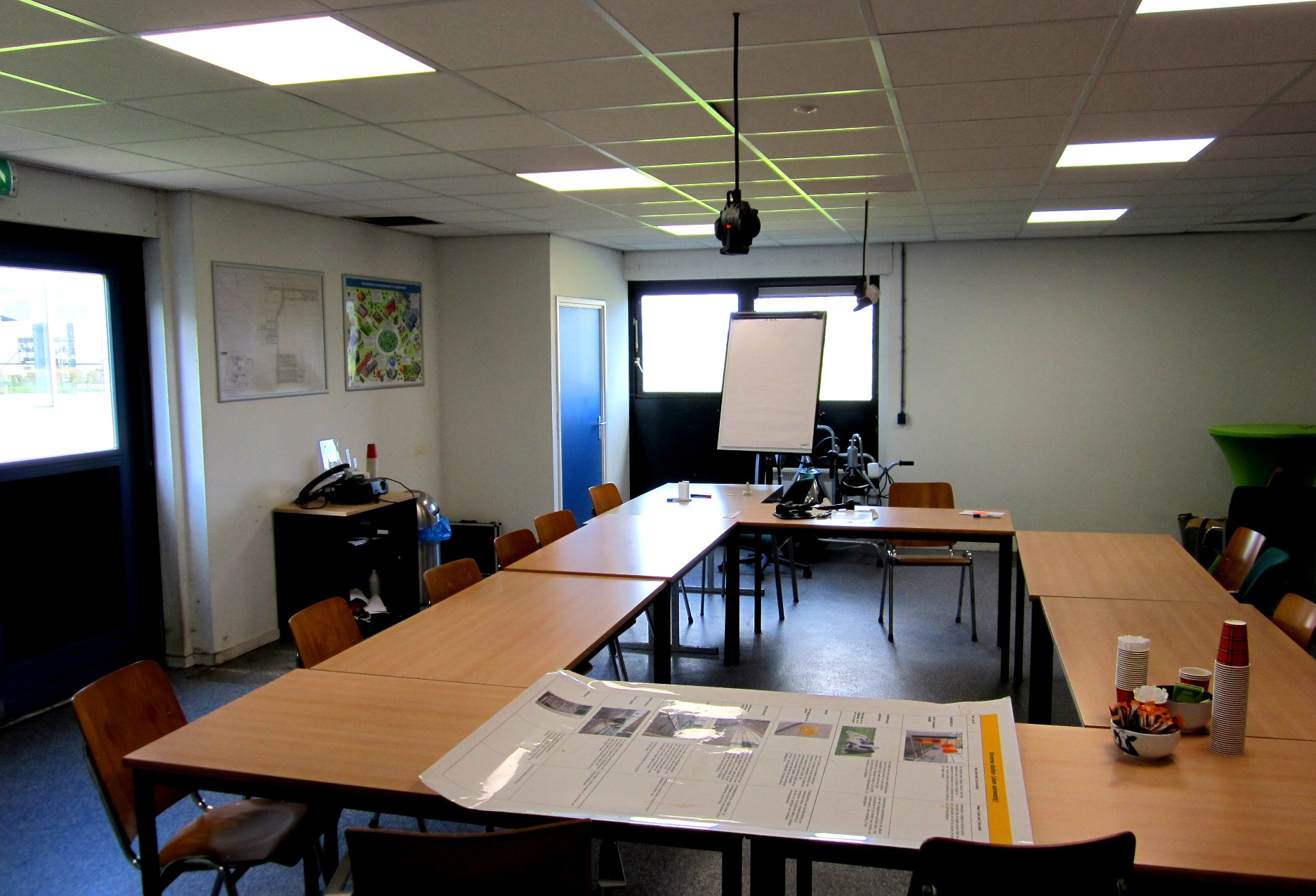
Een lesruimte die wordt gebruikt voor praktijkonderwijs.
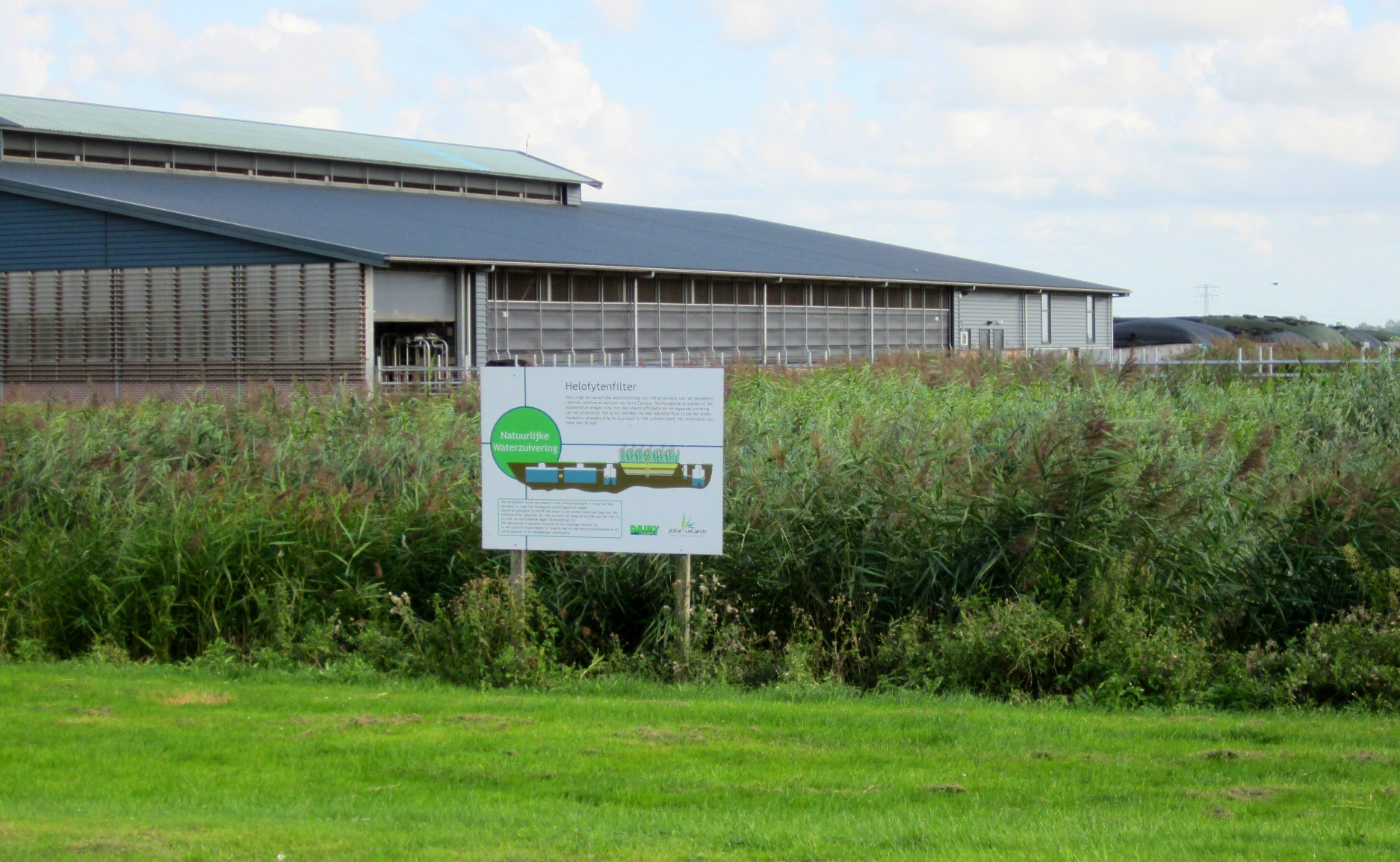
Een vijver voor waterzuivering.
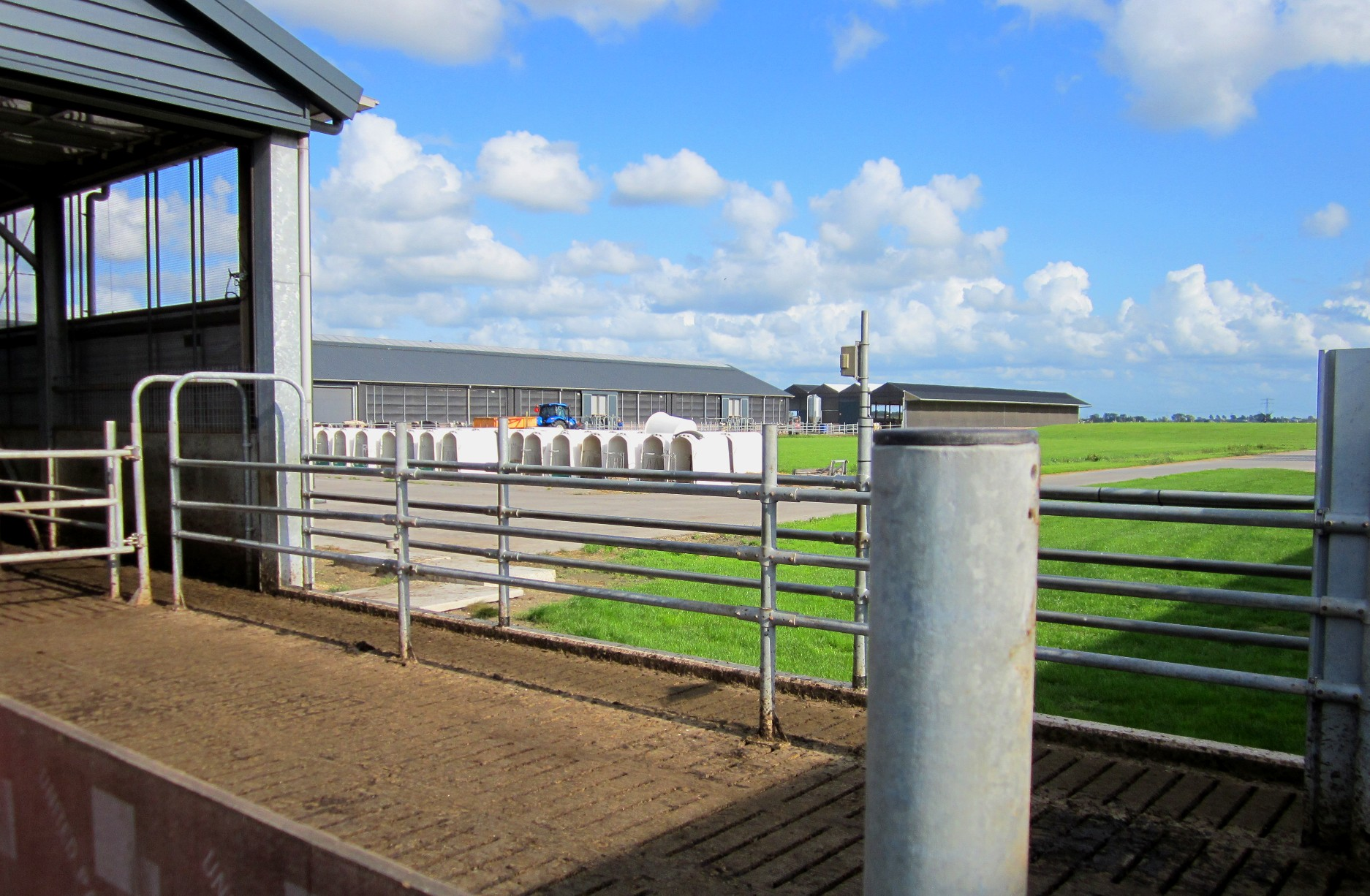
Een overpad van de éne naar de andere ligboxenstal.
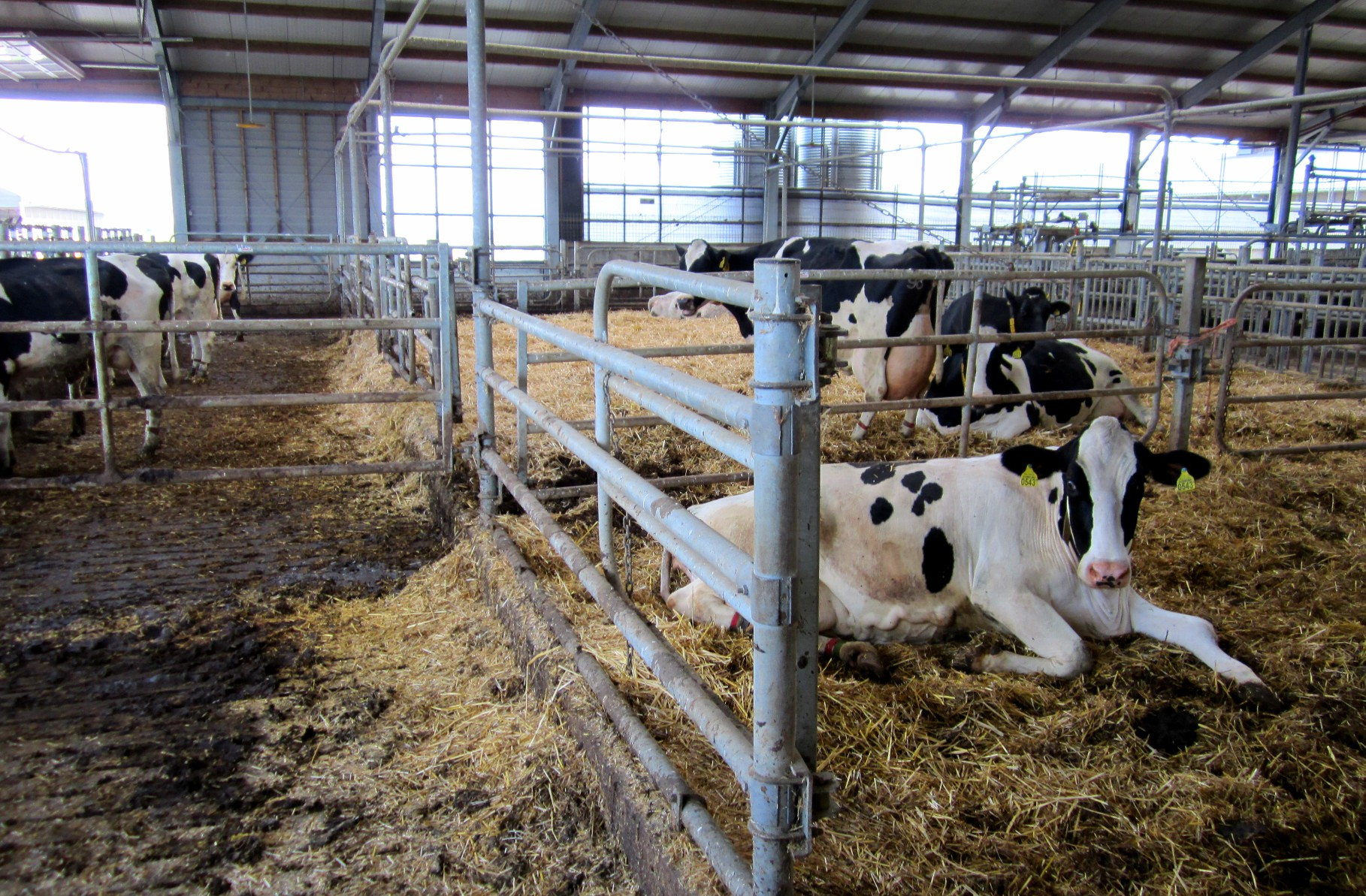
Stal waar drachtige koeien worden gehouden.
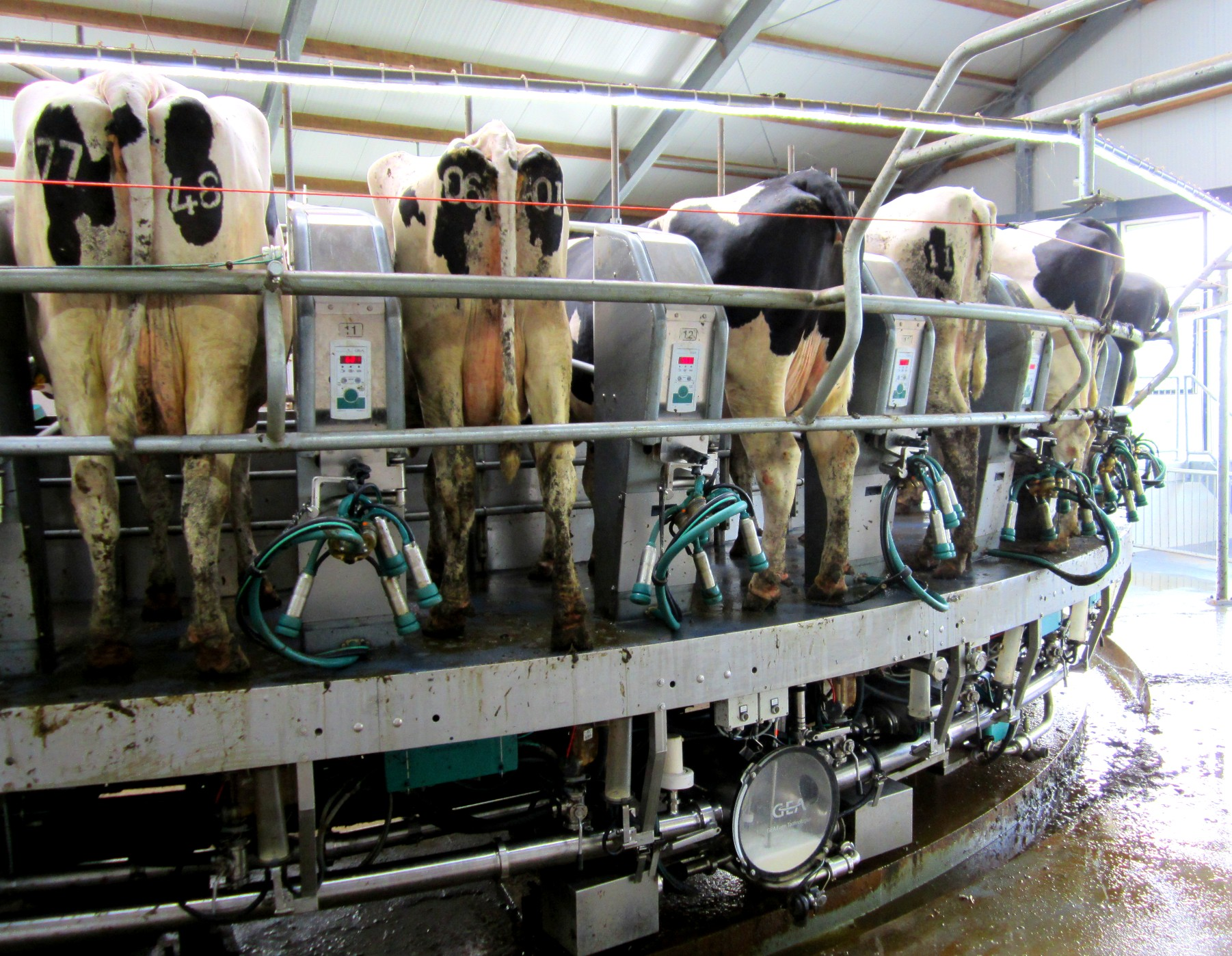
Koeien worden gemolken in een melkcarrousel.